# Listă de filme de comedie științifico-fantastică
Aceasta este o listă de filme notabile de comedie științifico-fantastică:
| Titlu                                                           | An   |
| --------------------------------------------------------------- | ---- |
| Achi-wa ssipak                                                  | 2006 |
| Abbott and Costello Meet Dr. Jekyll and Mr. Hyde                | 1953 |
| Abbott and Costello Meet Frankenstein                           | 1948 |
| Abbott and Costello Meet the Invisible Man                      | 1951 |
| Abbott and Costello Go to Mars                                  | 1953 |
| Avionul buclucaș II: Continuarea                                | 1982 |
| Profesorul trăznit                                              | 1961 |
| Aventurile lui Buckaroo Banzai                                  | 1984 |
| Aventurile lui Pluto Nash                                       | 2002 |
| Another Wild Idea                                               | 1934 |
| Aqua Teen Hunger Force Colon Movie Film for Theaters (animație) | 2008 |
| The Atomic Kid                                                  | 1954 |
| Attack of the Killer Tomatoes                                   | 1978 |
| Attack of the 60 Foot Centerfolds                               | 1995 |
| Bad Taste                                                       | 1987 |
| Bill & Ted Face the Music                                       | 2020 |
| Bloodsuckers from Outer Space                                   | 1984 |
| The Day the Earth Blew Up: A Looney Tunes Movie                 | 2024 |
| Dead and Deader                                                 | 2006 |
| Gaganachari                                                     | 2024 |
| Ghostbusters: Afterlife                                         | 2021 |
| Ghostbusters: Frozen Empire                                     | 2024 |
| Guardians of the Galaxy Vol. 3                                  | 2023 |
| Înapoi în viitor                                                | 1985 |
| Înapoi în viitor II                                             | 1989 |
| Înapoi în viitor III                                            | 1990 |
| James vs. His Future Self                                       | 2019 |
| Palm Springs                                                    | 2020 |
| Prieteni de departe                                             | 1987 |
| Bikini Planet                                                   | 2002 |
| Bill și Ted merg în iad                                         | 1991 |
| Tropăind prin istorie                                           | 1989 |
| The Cat from Outer Space                                        | 1978 |
| Cherry 2000                                                     | 1987 |
| The Computer Wore Tennis Shoes                                  | 1969 |
| Capete ascuțite                                                 | 1993 |
| The Creature Wasn't Nice, aka Naked Space, aka Spaceship        | 1983 |
| Critters                                                        | 1986 |
| Critters 2: The Main Course                                     | 1988 |
| Critters 3: You Are What They Eat                               | 1991 |
| Critters 4: They're Invading Your Space                         | 1991 |
| Dark Star                                                       | 1973 |
| Demolatorul                                                     | 1993 |
| Diabolical Tales                                                | 2005 |
| Disaster!                                                       | 2005 |
| Băi, care mi-ai șutit mașina?                                   | 2000 |
| Pământencele cedează ușor                                       | 1988 |
| Evoluție                                                        | 2001 |
| Exploratorii                                                    | 1985 |
| Flash Gordon                                                    | 1980 |
| Flatland filmul                                                 | 2007 |
| Flubber                                                         | 1997 |
| Freaked                                                         | 1993 |
| Întrebări frecvente despre călătoria în timp                    | 2009 |
| Galaxina                                                        | 1980 |
| Gardienii galaxiei                                              | 2014 |
| Gardienii Galaxiei Vol. 2                                       | 2017 |
| Bătălia galactică                                               | 1999 |
| Vânătorii de fantome                                            | 1984 |
| Vânătorii de fantome II                                         | 1989 |
| G.O.R.A.                                                        | 2004 |
| Hardware Wars (Scurtmetraj)                                     | 1977 |
| Have Rocket, Will Travel                                        | 1959 |
| Heartbeeps                                                      | 1981 |
| Ghidul autostopistului galactic                                 | 2005 |
| Dragă, am mărit copilul!                                        | 1992 |
| Dragă, am micșorat copiii                                       | 1989 |
| Honey, We Shrunk Ourselves                                      | 1997 |
| Pirații ghețurilor                                              | 1984 |
| Extraterestre în ilegalitate                                    | 2006 |
| Cea mai mică femeie din lume                                    | 1981 |
| Călătoria fantastica                                            | 1987 |
| Femeia invizibilă                                               | 1940 |
| Jekyll and Hyde... Together Again                               | 1982 |
| Just Imagine                                                    | 1930 |
| Kenny Begins                                                    | 2009 |
| Clovnii ucigași din spațiul cosmic                              | 1988 |
| Kin-dza-dza! (rusă)                                             | 1986 |
| Space Jam: A New Legacy                                         | 2021 |
| Spiridușul 4: În spațiu                                         | 1997 |
| Lilo și Stitch                                                  | 2002 |
| Misterul scheletului din Cadavra                                | 2001 |
| Iubitul meu android                                             | 1987 |
| Mama mea vitregă e extraterestră                                | 1988 |
| Creierul divizat                                                | 2005 |
| Îndrăgostit cerebral                                            | 1983 |
| Atacul marțienilor!                                             | 1996 |
| Ne-am săturat de marțieni!                                      | 1990 |
| Bărbați în negru                                                | 1997 |
| Bărbați în negru II                                             | 2002 |
| Bărbați în negru 3                                              | 2012 |
| Atracție astrală                                                | 1992 |
| Morons from Outer Space                                         | 1985 |
| Un bărbat multiplicat                                           | 1996 |
| Muppets în spațiu                                               | 1999 |
| Marțianul meu sonat                                             | 1999 |
| Proiectul                                                       | 1985 |
| Teatrul misterelor                                              | 1996 |
| Noaptea cometei                                                 | 1984 |
| Now You See Him, Now You Don't                                  | 1972 |
| Profesorul trăsnit                                              | 1963 |
| Profesorul trăsnit                                              | 1996 |
| Profesorul trăsnit II                                           | 2000 |
| Paul                                                            | 2011 |
| The President's Analyst                                         | 1967 |
| Recuperatorul                                                   | 1984 |
| The Return of the Living Dead                                   | 1985 |
| The Rocky Horror Picture Show                                   | 1975 |
| S-a furat o bombă                                               | 1962 |
| Un geniu autentic                                               | 1985 |
| Un astronăuc pe Marte                                           | 1997 |
| Roujin Z                                                        | 1991 |
| Seksmisja (în poloneză)                                         | 1984 |
| Short Circuit                                                   | 1986 |
| Short Circuit 2                                                 | 1988 |
| Son of Flubber                                                  | 1963 |
| Sleeper                                                         | 1973 |
| The Strongest Man in the World                                  | 1975 |
| Star Wars Holiday Special (TV)                                  | 1978 |
| Star Wreck: In the Pirkinning                                   | 2005 |
| Slapstick of Another Kind                                       | 1982 |
| Spaceballs                                                      | 1987 |
| Space Jam                                                       | 1996 |
| Space Truckers                                                  | 1996 |
| Ți-l prezint pe Dave                                            | 2008 |
| Supa de varză                                                   | 1981 |
| Al cincilea element                                             | 1997 |
| The Three Stooges in Orbit                                      | 1962 |
| The Three Stooges Meet Hercules                                 | 1962 |
| They Live                                                       | 1988 |
| Thumb Wars (Scurtmetraj)                                        | 1999 |
| Time Bandits                                                    | 1981 |
| Toate mi se întâmplă numai mie                                  | 1981 |
| Vizitatorii din galaxia Arkana                                  | 1980 |
| A Trip to the Moon                                              | 1902 |
| Weird Science                                                   | 1985 |
| Who Wants to Kill Jessie?                                       | 1966 |
| Young Frankenstein                                              | 1974 |
| Zenon: Girl of the 21st Century                                 | 1999 |
| Zenon: The Zequel                                               | 2001 |
| Zenon: Z3                                                       | 2003 |
| Zombie Strippers                                                | 2008 |

## Vezi și
- Listă de filme de comedie de groază
- Listă de filme SF de groază
- Listă de filme SF de acțiune
- Listă de filme SF thriller
- Comedie științifico-fantastică